# Serviço de voluntários do Museu do Hermitage
O Serviço de Voluntários do Museu do Hermitage em São Petersburgo (Rússia) reúne estudantes, tanto estrangeiros como Russos, numa organização de juventude que lhes oferece a oportunidade de descobrir o trabalho do Hermitage de uma forma prática, participando na preparação e realização de vários eventos.

## Missão
A missão principal do Serviço de Voluntários é dar conhecer aos jovens de todo o mundo a extensa colecção do Hermitage, encorajando assim as novas gerações a valorizar e preservar tradições culturais. O Serviço de Voluntários envolve os estudantes em projetos culturais variados, muitos dos quais estão ligados às actividades do Museu. No seu lema, o Serviço de Voluntários propõe-se "formar um sentimento de responsabilidade pela preservação da herança cultural". 

## História
A criação do Serviço de Voluntários está inseparavelmente ligada à celebração do tricentenário da cidade de São Petersburgo em 2003. O Museu do Hermitage teve um papel activo nas celebrações, e organizou eventos variados, tanto para os habitantes como para os convidados de cerimónia. Mas sozinhos, os recursos do Hermitage não eram suficientes para organizar eventos de tal escala. Por isso quando apareceram voluntários prontos para oferecer ajuda ao museu, a liderança do Hermitage suportou a iniciativa.
Assim, em Janeiro de 2003, Mikhail Kozhukhovski, líder das associações de juventude que desejavam participar na preparação do tricentenário, propôs à liderança do Hermitage a criação de um Serviço de Voluntários do museu, composto por estudantes proficientes em línguas estrangeiras. Deste modo, ainda antes da aprovação oficial do programa, foi possível escolher e treinar 150 pessoas para trabalhar no museu. Na Primavera, o programa recebeu o apoio oficial da Comissão do tricentenário de São Petersburgo, e no dia 23 de Maio de 2003 os voluntários começaram a trabalhar nas salas do Hermitage . M. Kozhukhovski tornou-se membro da equipa do Museu e líder do Serviço de Voluntários, o qual recebeu o estatuto de programa especial, e funciona até hoje com sucesso.
Durante os primeiros anos de existência do Serviço de Voluntários foram desenvolvidos esquemas de colobaração com os vários departamentos do museu, e foram definidas as direcções prioritárias do trabalho do Serviço, tanto dentro do Hermitage, como fora dele.
Em 2013, quando o Serviço de Voluntários do Hermitage festejou os seus dez anos, a administração da cidade de São Petersburgo destacou a contribuição do Museu do Hermitage no âmbito do desenvolvimento de programas de voluntariado. Por esta razão foi decidido que uma parte do Fórum anual dedicado às associações de juventude e organizado pela administração da cidade, o "Dobrofórum", se realizaria no edifício do Estado Maior (pertencente ao complexo do Hermitage). Assim, a 23 de Novembro de 2013 no átrio do Estado Maior, foi realizada a entrega de prémios para as melhores associações de voluntariado de São Petersburgo. O Serviço de Voluntários do Hermitage foi distinguido como "Voluntariado eficaz" na categoria "Organização de eventos na cidade". O diploma de primeiro prémio e uma estatueta de bronze foram entregues, aquando da cerimónia, ao coordenador do Serviço de Voluntariado do Hermitage, M. Kozhukhovski.
Em Agosto de 2015, o Sector de Eventos Especiais, que incorporava o programa do "Serviço de Voluntários do Hermitage", converteu-se no "Serviço de Trabalho com Voluntários" do Centro de Informação Histórica. M. Kozhukhovski foi nomeado chefe deste novo Serviço.

## Equipa
A equipa de voluntários é variada, e a sua constituição muda constantemente, graças ao fluxo de voluntários, tanto estudantes, como trabalhadores ou reformados, Russos, ou estrangeiros. Cada voluntário dedica o tempo que pode ao programa, de acordo com a sua disponibilidade e as suas competências. Os voluntários são formados nas mais variadas profissões - linguistas, historiadores de arte, jornalistas, professores, programadores, condutores de elétrico, músicos, barmen, e até um aracnólogo! Vêm dos quatro cantos do mundo, e de países tais como a Rússia, a Suíça, os EUA, a Alemanha, a França, Espanha, a Itália, a Polónia, a Roménia, a Turquia, o Líbano, o Reino Unido, Portugal, a Coreia, e o Brasil, entre muitos outros . Depois de deixar o Serviço de Voluntários, muitos deles mantêm o contacto com o programa e com os outros membros do Serviço, o qual tem vindo a estabelecer uma vasta rede internacional de contactos.

## Actividade
Os voluntários ajudam o Museu recebendo visitantes, controlando bilhetes e verificando que as regras do museu são respeitadas. Por outro lado, os voluntários têm um papel crucial como colaboradores em projectos científicos e de pesquisa levados a cabo pelo departamento de pesquisa do Hermitage, tais como a realização de catálogos dos objectos da colecção do Museu, ou o restauro dos mesmos.
Para além destas duas funções principais, o Serviço é ainda responsável pela tradução de material informativo e pelo ensino de línguas estrangeiras; efectua trabalho de secretariado; ajuda a preparar exposições, programas de teatro e concertos, assim como eventos especiais do Museu do Hermitage, tais como a recepção internacional, no Palácio de Inverno, aquando da reunião do Clube de Amigos do Hermitage. Os voluntários colaboram com o Serviço de Hospitalidade do Hermitage; com o Departamento Arqueológico da Europa de Leste e da Sibéria, com o Departamento da Antiguidade, com o Sector de Marketing, com o Sector de Eventos Especiais, com o Departamento de Arte Contemporânea, com o Teatro do Hermitage, com o Serviço de Imprensa do Hermitage, e com vários outros sectores e departamentos. Para além disso, os voluntários participam ainda em seminários e conferências internacionais, contribuindo assim para o objectivo colectivo de desenvolvimento do Museu.
Os voluntários fazem parte de expedições científicas do Hermitage, e ajudam os departamentos de conservação na organização de conferências, concertos, festivais, concursos, exposições e actividades pedagógicas.
O papel dos voluntários é também extremamente importante na conservação das heranças histórica e cultural, atraindo a atenção do público para monumentos ameaçados. No âmbito do projecto WHY (World Heritage & Youth - Herança Mundial & Juventude), os voluntários participaram activamente na conservação do Museu dos Transportes Eléctricos, do Palácio de Ropcha, e salvaram a área de Okhta do projecto de construção "Centro Okhta".
É também necessário mencionar que sem a participação dos voluntários, não teria sido possível levar a cabo os eventos comemorativos dos 250 anos do Hermitage, que ocorreram ao longo do ano de 2014 e incluíram "Manifesta", uma consagrada bienal de arte contemporânea.
Por fim, a actividade do Serviço de Voluntários inclui ainda a realização de projectos próprios, desenvolvidos de forma a atrair a atenção da juventude para os problemas de conservação da herança cultural, encorajando assim os jovens a sentirem-se responsáveis pela mesma. O melhor exemplo de tais iniciativas pedagogico-culturais talvez seja "Palmira: um sopro de vida!", programa que reuniu mais de 30 projectos com o objectivo de atrair atenção para a catastrófica e propositada destruição de monumentos históricos e culturais. Outros projectos preparados e levados a cabo pelo Serviço de Voluntários incluem a "Noite dos museus", o "Dia da Astronáutica", o "Dia das Línguas Europeias", e o "Dia do Hermitage", entre outros.
A actividade do Serviço de Voluntários do Hermitage pode assim resumir-se da seguinte forma:
- Recepção e segurança: dar as boas-vindas e ajudar os visitantes do Hermitage, verificar bilhetes, dar informações;
- Ajuda em projetos científicos: elaborar os inventários do Museu, colaborar na conservação/restauração e nas escavações arqueológicas, na classificação e gestão dos artefactos armazenados;
- Preparação de publicações e trabalho de correspondência do museu;
- Desenvolvimento de novas tecnologias de comunicação e de design criativo para os projetos de multimédia;
- Ajuda na organização de seminários e conferências internacionais;
- Tradução
- Ensino línguas estrangeiras;
- Ajuda na mudança de artefactos em exposições.

## Projectos
Os voluntários do Hermitage têm a possibilidade exclusiva de realizar projectos pessoais, começando por propôr as suas ideias para o desenvolvimento do Museu, pondo-as seguidamente em prática com a ajuda dos serviços do museu. Um bom exemplo de tais projectos são os concursos de computação gráfica propostos pelo Hermitage desde 2005. Em 2015 os mais importantes projectos dos voluntários foram as "Noites dos Museus em Staraya Derevnya", com a exposição "O Quadrado Negro da Guerra"; o "Ano Argentino no Hermitage", com o programa especial "Tango - a alma Argentina", concertos e masterclasses de tango; e o festival "Descobre a tua Europa no Hermitage", dedicado à literatura Europeia, com masterclasses, jogos de perguntas e respostas, conferências, projecções de filmes, aulas de línguas e de dança, concertos, e um percurso de descoberta enquadrado por novas tecnologias.
Os eventos trágicos de 2015 no Próximo Oriente (actuais Iraque e Sìria) tiveram uma forte influência na actividade dos voluntários. A destrução trágica de centros de cultura, museus e cidades antigas como parte de uma política de destruição sistemática de monumentos foi levada a cabo pelo auto-intitulado Estado Islâmico. Nestas circunstâncias, os voluntários do Hermitage propuseram um leque de projectos dedicados à conservação da herança cultural, chamando a atenção para a trágica destruição e perda total de vários monumentos de significância global. O programa do Serviço de Voluntários "Palmira: um sopro de vida!" foi altamente reconhecido, e apresentado tanto no Hermitage, como no festival internacional de museus "Intermuseu 2016", em Moscovo. A maioria dos projectos do programa cultural e educacional "Palmira: um sopro de vida!" foi apresentada no âmbito do evento "Noite dos Museus 2016", no Hermitage.
Em 2016, no ano Russo do cinema, assim como no ano dos cruzamentos culturais entre a Rússia e a Grécia, os voluntários apresentam um vasto leque de projectos dedicados ao cinema mundial e à cultura Grega.

### WHY ( World Heritage & Youth) - Herança Global & Juventude
World Heritage & Youth (WHY) é, actualmente, o projeto mais importante do Serviço de Voluntários. O título, WHY, pode ser visto como uma pergunta: "Porque é que é importante, para a juventude dos nossos dias, preservar a herança cultural?". Voluntários e especialistas de conservação tentam responder a esta pergunta organizando eventos culturais, debates, encontros com representantes dos órgãos de conservação de São Petersburgo e da Federação Russa, e também com arqueólogos, historiadores e activistas. O objectivo principal do projecto é envolver o máximo possível de jovens em questões de conservação do património cultural, e despertar neles um interesse vivo pela herança do passado.
Este projecto abrangeu a actividade do Serviço de voluntários aquando dos debates sobre a construção do Okhta Center em São Petersburgo, um projecto muito criticado. O programa WHY esteve activamente envolvido nas discussões sobre este assunto polémico, sublinhando a importância de preservar o centro histórico de São Petersburgo.

### Universidade de Verão
Desde 2009, O Serviço de Voluntários do Hermitage, em parceria com a Rosatom, companhia nacional de energia atómica, organiza, no âmbito do projecto WHY, a anual Universidade de Verão para os alunos vencedores do concurso da Rosatom. Durante duas a quatro semanas, estes estudantes de cursos técnicos chegam a São Petersburgo vindos de todos os cantos do país, e trabalham como voluntários no Hermitage, visitando museus, falando com especialistas de preservação cultural e conservadores de museus, e participando em escavações arqueológicas. Graças a este programa, os jovens têm acesso a uma experiência única na área da gestão de museus, incorporando assim os valores da conservação cultural e vendo a cultura do seu país com um novo olhar.

### Projeto “Ropcha”
O projecto Ropcha foi o primeiro projecto do Serviço de Voluntários. O objectivo era atrair atenção para os problemas de conservação de um palácio e jardim do século XVIII, incluídos na lista de Património Mundial da UNESCO, na cidade de Ropcha, a Sudoeste de São Petersburgo. Os voluntários do Hermitage participam na campanha, cujo objectivo era evitar a destruição deste monumento, começando por reunir informação sobre o lugar e criando assim um arquivo único. No âmbito do projecto foi criado, nos terrenos do palácio, o Museu da Árvore de Natal, que explicou esta tradição às crianças.

### Jogos e concursos
Todos os anos, o Serviço de Voluntários do Hermitage organiza jogos e concursos para alunos de escolas e universidades. A juventude tem assim a oportunidade de descobrir páginas da História e cultura mundiais sob forma de jogo, viajando pelas salas do museu à procura dos tesouros raros lá expostos. Por exemplo, em Fevereiro de 2009 o jogo "Um dia na vida de um Cita” ajudou as crianças a descobrir não só a cultura Cita, mas também a riquíssima cultura dos nómadas do Altai, os Pazyryk. Os concursos organizados pelo Serviço de Voluntários em colaboração com os departamentos científicos do Hermitage são de carácter primariamente pedagógico. Ao longo de uma visita temática e efectuando uma pequena pesquisa, as crianças descobrem um extraordinário mundo de História e cultura.
Aqui estão alguns jogos e jornadas de investigação organizados pelo Serviço de Voluntários do Hermitage:
- Festival e jornada de investigação "Descobre a tua Europa no Hermitage", 26 de Setembro de 2015
- Jornada de investigação "Descobre a tua Europa no Hermitage", Setembro de 2012 e 2013
- Jornada de investigação "Jogos dos Voluntários 2010", Abril de 2010
- Jornada de investigação "GatoMania" ("KotoVasya KotoManya"), Março de 2009
- Jornada de investigação "Jogos dos Voluntários 2009", April 2009
- Jogo "Um dia na vida de um Cita", Abril de 2009
- Jogo "Guerra das Estrelas", Dezembro de 2008 a Março de 2009
- Jogo "Idade do Gelo", Dezembro de 2008
- Jogo "Indiana Jones no Hermitage", Novembro de 2008

### Concursos de computação gráfica e animação
Desde 2005 o Serviço de Voluntários do Hermitage organiza concursos para crianças na área de computação gráfica, em colaboração com o "Centro de Escolas", correspondendo aos eventos e exposições do Hermitage. A preparação destes concursos inclui a organização de programas pedagógicos especiais para participantes dos 6 aos 17 anos, para professores de informática, e para voluntários, assim como cerimónias de entrega de prémios. Os trabalhos apresentados em concurso são propostos sob forma de animações, apresentações multimédia, e arte gráfica. Os trabalhos vencedores são expostos em monitores nas salas do museu.
Concursos organizados pelo Serviço de Voluntários do Hermitage:
- "Buenos Dias, Argentina", Setembro - Dezembro 2015
- "A Rã Viajante", Abril - Novembro 2015
- "O Nascimento do Hermitage", Dezembro 2014 - Abril 2015
- "Ao longe, o mundo imaginário...", Dezembro 2012
- "Gatos e gatinhos: grandes e pequeninos", Abril 2012
- "9 dias antes das Calendas de Setembro", Dezembro 2011
- "A Garagem de Nicolau II" no Palácio de Inverno, Dezembro 2011
- "...No Limiar da Descoberta", Dezembro 2010
- "No Encalço dos Deuses Olímpicos", Abril 2010
- "Um Autógrafo de São Petersburgo", Maio 2009
- "Multigato 2009", Março 2009
- "Festa de Ano Novo", Dezembro 2007
- "A História da Árvore de Natal", Dezembro 2005

### Festival "Descobre a tua Europa no Hermitage"
Desde 2012 o Serviço de Voluntários participa no festival "Descobre a tua Europa no Hermitage", organizado com o apoio da Representação da União Europeia na Rússia, no dia Europeu das línguas (26 de Setembro). Em 2015 o festival coincidiu com o Ano da Literatura na Rússia, e por isso foi dedicado à tradição literária Europeia. No festival participaram 13 representações e institutos culturais de países Europeus. Os voluntários prepararam uma jornada de investigação para este festival, publicando materiais na aplicação-audio guia izi.travel, onde se pode ouvir as perguntas da jornada, assim como excertos de livros lidos nas línguas originais por voluntários internacionais do Hermitage. A colaboração com a izi.travel e a utilização de novas tecnologias de informação permitiu ao Serviço de Voluntários levar a cabo a jornada de investigação "Descobre a tua Europa no Hermitage" de 26 de Setembro até ao princípio de 2016, quando se acabou o Ano da Literatura.

## Prémios
Em 2013 o Serviço de Voluntários ganhou o concurso "Voluntáriado Eficaz" na categoria "Organização de eventos na cidade". Este concurso é organizado pela Comissão de política e interacção de juventude em colaboração com a Administração de São Petersburgo, e tem por objectivo encorajar o desenvolvimento das acções de voluntariado na cidade. Na edição de 2015 deste concurso a Comissão de peritos seleccionou 150 entradas representando os mais significativos e promissores projectos de voluntariado da cidade.
A 23 de Novembro no átrio do edifício do Estado Maior desenrolou-se uma cerimónia de entrega dos prémios aos participantes e vencedores do concurso "Voluntariado Eficaz". Nesta cerimónia, o coordenador do Serviço de Voluntários do Hermitage, M. Kozhukhovski, recebeu o diploma de primeiro lugar e a estatueta de bronze do Pequeno Príncipe.

## O Serviço de Voluntários no cinema

### Filme "Secret Hermitage Helpers" ("Os Ajudantes Secretos do Hermitage"), 2013
Em Abril de 2013, no aniversário dos dez anos do Serviço de Voluntários, o canal Russia Today realizou um filme sobre os voluntários do Hermitage. O filme, em língua Inglesa, "Secret Hermitage Helpers", foi o resultado de duas semanas de filmagens, incluindo tanto o dia-a-dia dos voluntários, como eventos relacionados com o "Dia do Gato do Hermitage". O filme foi posteriormente traduzido para Russo, Francês, Alemão, Espanhol, e Árabe, e foi transmitido várias vezes no canal Russia Today.

### Filme "O Sorriso do Hermitage", 2014
No aniversário dos 250 anos do Hermitage, com o apoio e por encomenda do Ministério da Cultura da Federação Russa, o estúdio "Cinepro" realizou o filme "O Sorriso do Hermitage" sobre os voluntários do museu. O filme, realizado por Eduard Ambartsumyan, foi desenvolvido à roda da actividade dos voluntários internacionais, vindos dos quatro cantos do mundo, para ajudar a preparar as festividades dos 250 anos do Hermitage.